# Zoff
Zoff（ゾフ）は、株式会社インターメスティック（英: Intermestic Inc.）がフランチャイズ展開する眼鏡の量販店。

## 概要
株式会社インターメスティックがフランチャイザー（本部）として眼鏡の企画販売を行い、子会社の株式会社ゾフ、および加盟店が小売店「Zoff」の店舗展開を行っている。2019年12月現在、国内237店舗、海外44店舗（中国28店舗、シンガポール7店舗、香港9店舗）を展開。
フレームとレンズそれぞれに料金がかかり、合計の料金が1万円を超えることが一般的であった眼鏡業界において、企画から製造・小売までを一貫して行うSPA方式とし、輸入品のフレームやレンズを使用することで、すべての商品をフレームとレンズセットで5,000円（税別）、7,000円（税別）、9,000円（税別）という3つの定額販売で人気となった。その好調ぶりから、他の眼鏡量販店舗でもセットで定額かつ低価格で販売する形態の店舗を展開するようになっている。

## 沿革
- 1993年
  - 3月10日 - 「株式会社ガリレオクラブ（後の株式会社ゾフ）」設立
  - 5月20日 - 「株式会社インターメスティック」設立
- 2001年2月 - Zoff1号店を東京・下北沢で開店
- 2004年3月 - CONSOMME1号店を東京・コレド日本橋で開店
- 2007年
  - 7月30日 - 株式のヘラクレス市場上場と公募による増資を決定する取締役会決議。大阪証券取引所が、8月31日のヘラクレス市場上場承認（証券コード 3084）。
  - 8月28日 - 株式売出・新株発行延期の取締役会決議
  - 10月26日 - 大阪証券取引所が上場承認取り消し
- 2008年3月 - 『みんなめがね―everybody wears glasses』（幻冬舎メディアコンサルティング)発売。
- 2011年10月 -  Zoff SMART発売開始[3]
- 2012年10月 - キッザニア東京　Zoff「メガネショップ」パビリオン出展
- 2013年
  - 3月 - キッザニア甲子園　Zoff「メガネショップ」パビリオン出展
  - 12月 - ZoffMarcheイオンモール幕張新都心店(新業態初出店）
- 2015年12月 - ZoffMART自由が丘店　OPEN(新業態初出店)
- 2016年10月 - シンガポールにZOFF I SINGAPORE PTE. LTD.を設立。中国香港にINTERMESTIC HONG KONG LIMITEDを設立
- 2017年
  - 4月 - Zoff Singapore　OPEN（シンガポール初出店）
  - 11月 - Zoff 太古城中心店　OPEN（香港初出店）
- 2024年10月18日 - 東京証券取引所プライム市場に上場[1]

## 株式会社ゾフ
株式会社インターメスティックの子会社で、「Zoff」の237店舗を展開する。1994年5月10日設立。資本金2億4000万円。本社所在地と代表者は、株式会社インターメスティックと同じである。
現在、国内237店舗、海外44店舗（中国28店舗、シンガポール7店舗、香港9店舗）

## 類似形態の眼鏡量販店
- J!NS - ジンズ
- ドクターアイズ
- パリミキ・メガネの三城 - パリミキホールディングス
- ハッチ（Hatch） - メガネスーパーグループ
- 眼鏡市場 - メガネトップグループ
- OWNDAYS - オンデーズ
- クーレンズ